# Edat d'or

L'edat d'or segons Pietro da Cortona (1640)

L'edat d'or (en grec antic χρύσεον γένος, en llatí aurea aetas o Saturnia regna "regne de Saturn") és el nom donat, a l'antiga Grècia i al món romà, al mite que defineix el període següent a la Creació de l'home i que s'associa amb la innocència i la felicitat, en una mena d'al·legoria amb la infància de la humanitat. Pels romans aquesta edat estava marcada també per l'absència de temps (sempre era primavera), que és qui altera i fa degenerar les coses. Per extensió s'aplica el terme "edat d'or" a períodes d'auge cultural de diferent nacions. És una de les edats de l'Home segons Hesíode.
Al començament, diu Hesíode, hi va haver una "raça d'or", quan Cronos regnava al Cel. Els homes vivien com els déus, sense preocupacions ni penalitats ni misèries. No es feien vells i ocupaven el seu temps entre banquets i festes, sempre joves. Quan els arribava la mort, s'adormien plàcidament. No depenien del treball per viure, les coses eren de tothom i la terra produïa espontàniament el que necessitaven. Quan Zeus va arribar al poder questa raça va desaparèixer de la terra i els seus esperits van quedar com a genis benèfics, guardians dels mortals i atorgadors de riqueses. Aquesta és la forma més antiga de l'edat d'or.
El mite es va convertir aviat en un tòpic moral, que deia que en els seus orígens, la humanitat estava en el regne de la justícia i de la bona fe. A Roma, on Cronos s'identifica amb Saturn, se situava l'edat d'or en el moment en què aquest déu governava a Itàlia, que llavors es deia Ausònia. Els déus i els homes vivien en intimitat i no s'havien inventat les portes, perquè el robatori no existia i els homes no havien d'amagar res. S'alimentaven de fruits i llegums, ja que ningú no pensava en matar. Saturn va introduir l'ús de la falç i va ensenyar els homes a aprofitar la fertilitat de la terra. A Roma es deia que Saturn regnava al Capitoli, al lloc on més tard es va erigir el temple de Júpiter Òptim Màxim. Els poetes van tractar aquest tema. Parlaven de les ovelles que donaven per si soles llanes de colors vius, dels esbarzers que donaven fruits saborosos, de la terra sempre en primavera.
Aquesta edat s'assimila a un estil de vida bucòlic i pastoral (a un indret com l'Arcàdia mitològica), recreat en gèneres com l'ègloga, lluny de la ciutat que és símbol de pecat (aquesta associació camp-virtut enfront urbs-vici és recurrent al llarg de la història de la cultura); hi havia pocs homes, que vivien sense necessitat de treballar per l'abundància de recursos i en una igualtat perfecta (des de llavors una de les metes de la utopia política).
Pel que fa a la cultura judeocristiana, l'edat d'or s'identifica amb l'estada al Paradís terrenal d'Adam i Eva. Es mantenen els tòpics: els dos van nus (innocents, de fet és l'ànsia de coneixement la que els porta a cometre el pecat original), no pateixen dolor, tot el món és al seu abast i l'entorn és campestre. L'hibris o orgull excessiu porta a la pèrdua d'aquests privilegis.
Relats posteriors, com els nòrdics que tracten de la gullaldr, reprodueixen aquest mite que apareix a nombroses obres de fantasia.
A partir d'aquesta edat d'or literària sorgeix la metàfora de l'edat d'or com a sinònim d'època de brillantor cultural, esplendor econòmica o gran desenvolupament d'una cultura o país.